# Dolok Raja
Dolok Raja is een bestuurslaag in het regentschap Samosir van de provincie Noord-Sumatra, Indonesië. Dolok Raja telt 492 inwoners (volkstelling 2010).